# 先嗇宮站
25°02′47″N 121°28′18″E / 25.04639°N 121.47167°E
先嗇宮站位於台灣新北市三重區，為台北捷運中和新蘆線（新莊線）的捷運車站。

## 車站概要
車站位於重新路五段和光復路口，當地地名五谷王（或作五穀王），得名自先嗇宮（俗稱五谷王廟，主祀五王，即神農大帝），車站以正式廟名作為站名，但車站與該廟尚有一段距離，相距約650公尺。車站編號為O16。

## 車站構造

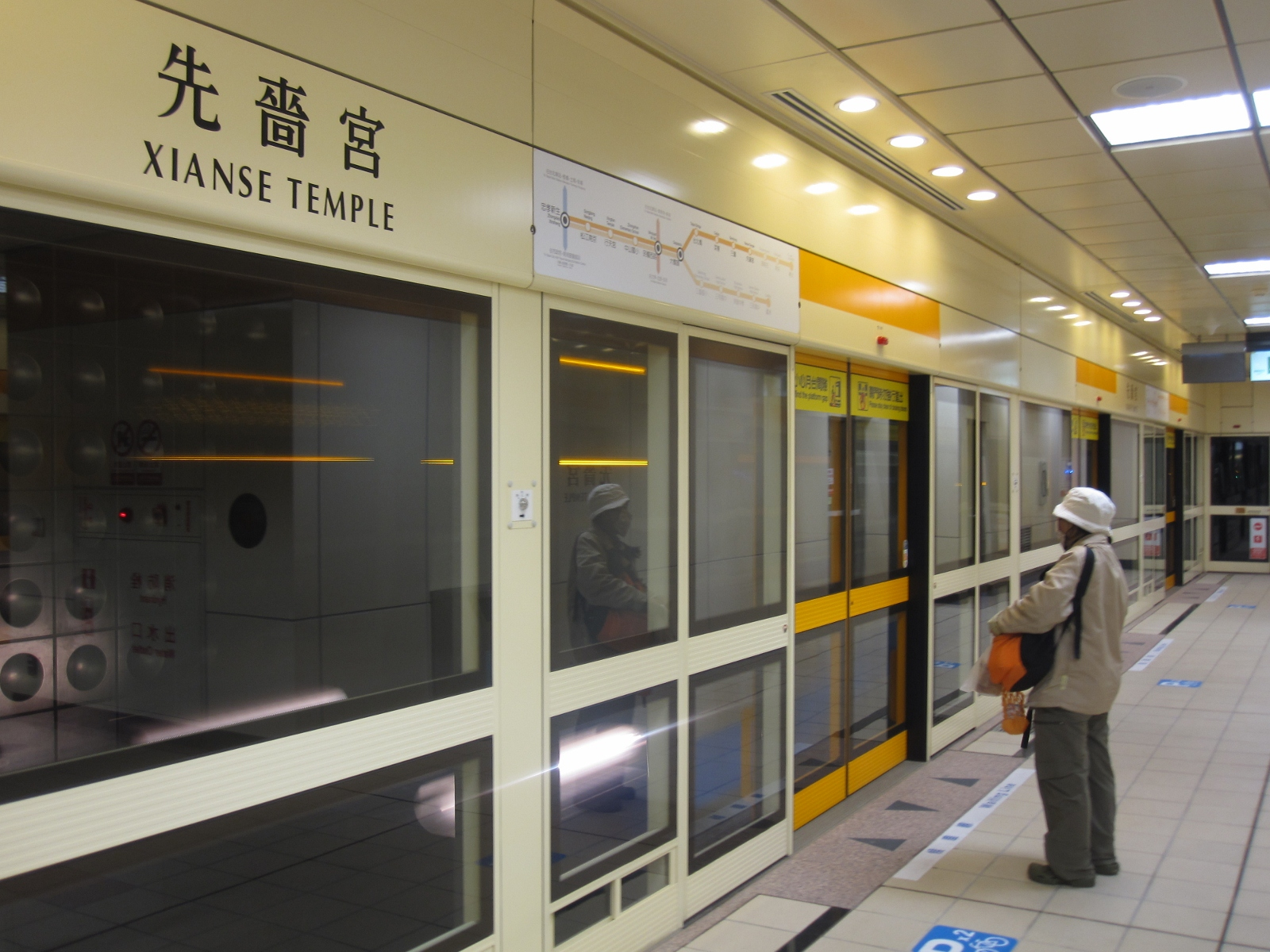
二月台

地下二層車站，一個島式月台，三個出入口。

### 車站樓層
| 地面      | 出入口             | 出入口                                  |
| 地下 一樓 | 大廳層             | 車站大廳、詢問處、自動售票機、驗票閘門  |
| 地下 一樓 | 大廳層             | 洗手間                                  |
| 地下 二樓 | 一月台             | ← 中和新蘆線 往迴龍方向（O17 頭前庄站） |
| 地下 二樓 | 島式月台，左側開門 |                                         |
| 地下 二樓 | 二月台             | 中和新蘆線 往南勢角方向（O15 三重站）→  |

### 車站出口
出口1位於北側，出口2、3位於南側，無障礙電梯於出口1；此外出口1設有聯合開發大樓。
| 出入口                           | 圖片 | 位置       |
| -------------------------------- | ---- | ---------- |
| 出入口1 · 設有無障礙電梯往返地面 |      | 光復路一段 |
| 出入口2                          |      | 中興南街   |
| 出入口3                          |      | 五谷王南街 |
| 註： 設有電梯 \| 設有手扶梯      |      |            |

## 歷史
- 2012年1月5日：新莊線先嗇宮站隨著新莊線「輔大－大橋頭」段正式通車而啟用[3]（p. 230）[4][5]。
- 2013年6月29日：新莊線全線通車至迴龍站[3]（p. 230）。

## 利用狀況
2024年12月每日約進出9,931人次，在台北捷運系統運量排名第102。
| 年   | 年間      | 年間      | 年間      | 年間  | 單日平均 | 單日平均 |
| 年   | 上車      | 下車      | 上下車計  | 來源  | 上車     | 上下車   |
| ---- | --------- | --------- | --------- | ----- | -------- | -------- |
| 2012 | 915,822   | 862,284   | 1,778,106 | [ 6 ] | 2,530    | 4,912    |
| 2013 | 1,096,140 | 1,040,547 | 2,136,687 | [ 6 ] | 3,003    | 5,854    |
| 2014 | 1,247,245 | 1,185,737 | 2,432,982 | [ 6 ] | 3,417    | 6,666    |
| 2015 | 1,342,471 | 1,275,088 | 2,617,559 | [ 6 ] | 3,678    | 7,171    |
| 2016 | 1,416,178 | 1,348,278 | 2,764,456 | [ 6 ] | 3,869    | 7,553    |
| 2017 | 1,500,791 | 1,446,112 | 2,946,903 | [ 6 ] | 4,112    | 8,074    |
| 2018 | 1,572,376 | 1,534,764 | 3,107,140 | [ 6 ] | 4,308    | 8,513    |

## 公共藝術
本站的公共藝術為穿堂層牆面裝飾的「金屬之城－36種凝視」及月台層的座椅「三重奏」。

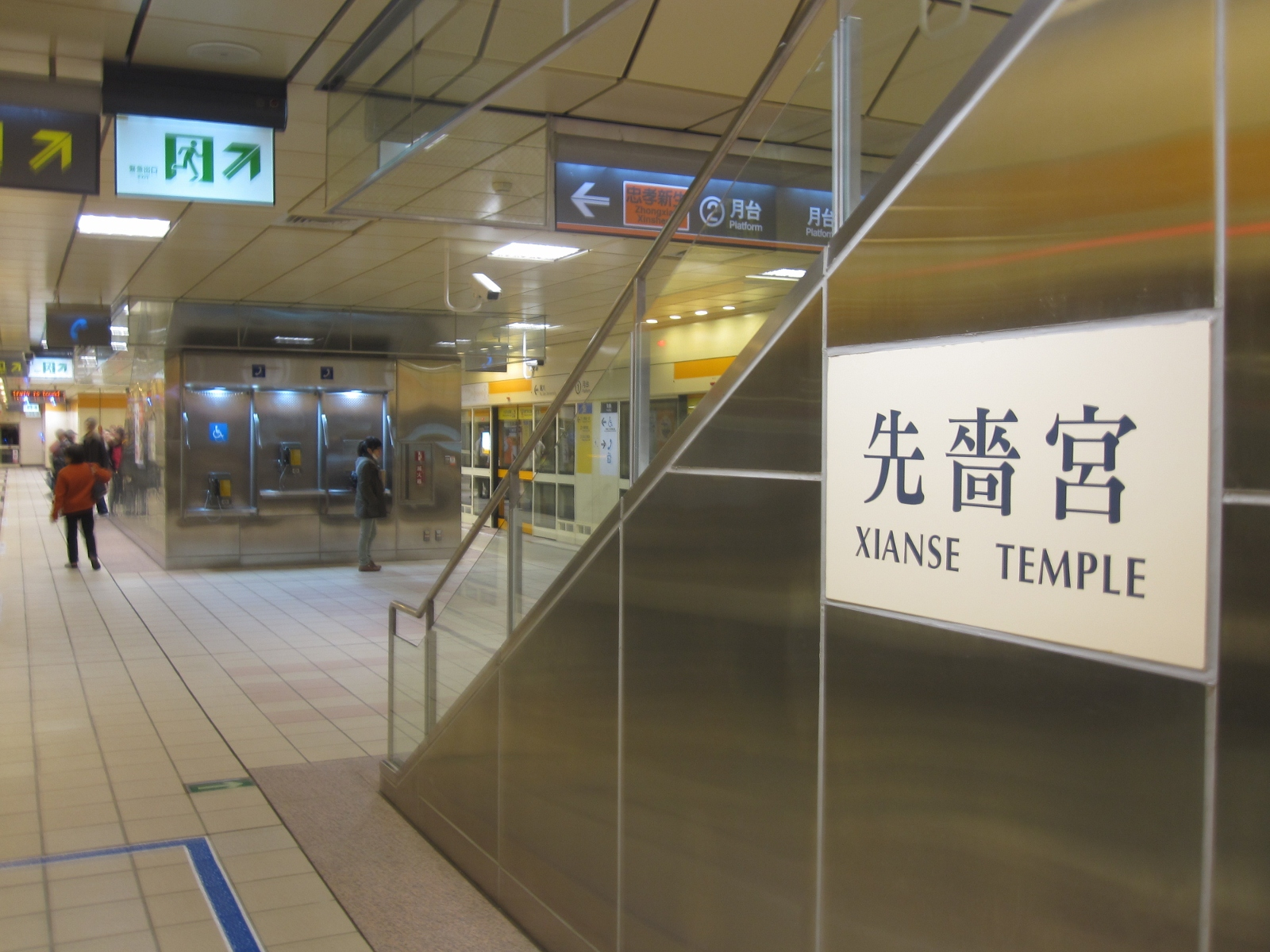
站名牌

## 車站周邊
- 家樂福重新店
- IKEA新莊店
- 新北大都會公園（二重疏洪道）[8]
- 先嗇宮
- 新北市三重區興穀國民小學
- 新北市私立清傳高級商業職業學校
- 新北市公共自行車租賃系統 捷運先嗇宮站(2號出口)
- 新北第二行政中心（2022年1月開工）[8]
- 新北大橋（新北環快）往台北／三重

## 公車資訊
| 編號 | 經營業者           | 區間                           | 備註                                            |
| ---- | ------------------ | ------------------------------ | ----------------------------------------------- |
| 111  | 三重客運           | 新莊－陽明山第二停車場         | 例假日行駛。                                    |
| 235  | 首都客運           | 新莊－國父紀念館               |                                                 |
| 257  | 大有巴士           | 新莊聯合辦公大樓－南港國宅     |                                                 |
| 513  | 三重客運           | 捷運輔大站－捷運台大醫院站     |                                                 |
| 616  | 中興巴士           | 泰山（黎明技術學院）－天母     |                                                 |
| 622  | 三重客運           | 泰山－捷運中山站               |                                                 |
| 635  | 三重客運           | 迴龍－台北                     | 屬於新北市區公車。                              |
| 636  | 三重客運           | 迴龍－捷運中山站               | 屬於新北市區公車。                              |
| 637  | 三重客運           | 五股－台北                     | 屬於新北市區公車。                              |
| 638  | 三重客運           | 五股－捷運南京復興站           | 屬於新北市區公車。                              |
| 639  | 三重客運           | 樹林－北門                     | 屬於新北市區公車。                              |
| 663  | 首都客運           | 新莊－國父紀念館               |                                                 |
| 758  | 指南客運           | 五股－麟光                     | 經信義路、原1503。 例假日停駛。                 |
| 783  | 三重客運           | 五股－台北                     | 屬於新北市區公車。                              |
| 797  | 指南客運           | 五股－臺北                     | 屬於新北市區公車。                              |
| 799  | 指南客運           | 樹林－台北                     | 經大安路。 屬於新北市區公車。                   |
| 801  | 指南客運           | 五股－松山機場                 | 直行五股成泰路、泰山明志路。 屬於新北市區公車。 |
| 806  | 台北客運、三重客運 | 板橋－蘆洲                     | 屬於新北市區公車。                              |
| 820  | 中興巴士           | 泰山－捷運民權西路站           | 屬於新北市區公車。                              |
| 835  | 三重客運           | 新北產業園區－捷運台大醫院站   | 屬於新北市區公車。                              |
| 857  | 三重客運           | 淡海－板橋                     | 回程停靠此站。 屬於新北市區公車。               |
| 958  | 三重客運           | 捷運新北產業園區－捷運先嗇宮站 | 屬於新北市區公車。                              |
| 959  | 三重客運           | 捷運新北產業園區－捷運先嗇宮站 | 屬於新北市區公車。                              |
| 藍2  | 首都客運           | 新莊－捷運臺大醫院站           | 屬於新北市區公車。                              |
| F301 | 三重區公所         | 三重區公所－中山藝術公園       | 屬於新北市三重區免費公車。                      |

## 腳註

### 來源資料
1. 1 2  . 臺北大眾捷運股份有限公司. 2021-01-15.
2. ↑  .   [2010-12-04]. （原始内容存档于2010-11-12）.
3. 1 2  徐榮崇. . 臺北市文獻委員會. 2015年12月  [2020-01-05]. ISBN 9789860469875. （原始内容存档于2020-12-07）.
4. ↑  台北大眾捷運股份有限公司 ─ 郝龍斌、朱立倫共同宣布捷運新莊線大橋頭站至輔大站將於元月5日正式通車，並比照蘆洲線模式，實施1個月的試乘優惠措施.臺北大眾捷運股份有限公司.2012-01-03 （页面存档备份，存于）
5. ↑  新莊線 5日下午2時通車 （页面存档备份，存于）.中央社即時新聞.2012-01-02
6. ↑  臺北捷運公司. . 2019-02-26  [2019-08-10]. （原始内容存档于2020-11-28）. 臺北市統計資料庫查詢系統
7. ↑  . 臺北市政府捷運工程局.   [2023-11-27].
8. 1 2  第二行政中心開工動土典禮 侯友宜盼建構三大軸心翻轉新北.新北市政府.2022-01-13

## 外部連結
- 臺北大眾捷運股份有限公司 （页面存档备份，存于）
- 臺北市政府捷運工程局 （页面存档备份，存于）
- 先嗇宮站位置圖（台北捷運公司） （页面存档备份，存于）
- 先嗇宮站車站剖面相關位置圖（台北捷運公司） （页面存档备份，存于）